# Takistoskop
Takistoskop är en apparatur som medger exponering av visuella stimuli under mycket kort tid. Bilder, ord etc. kan  visas under noggrant kontrollerad tidslängd ner till tusendelar av en sekund.
Takistoskop används inom perceptionspsykologisk forskning och vid en del psykologiska test. Vid vissa typer av test och experiment använder man dubbeltakistoskop.